# 盧布克

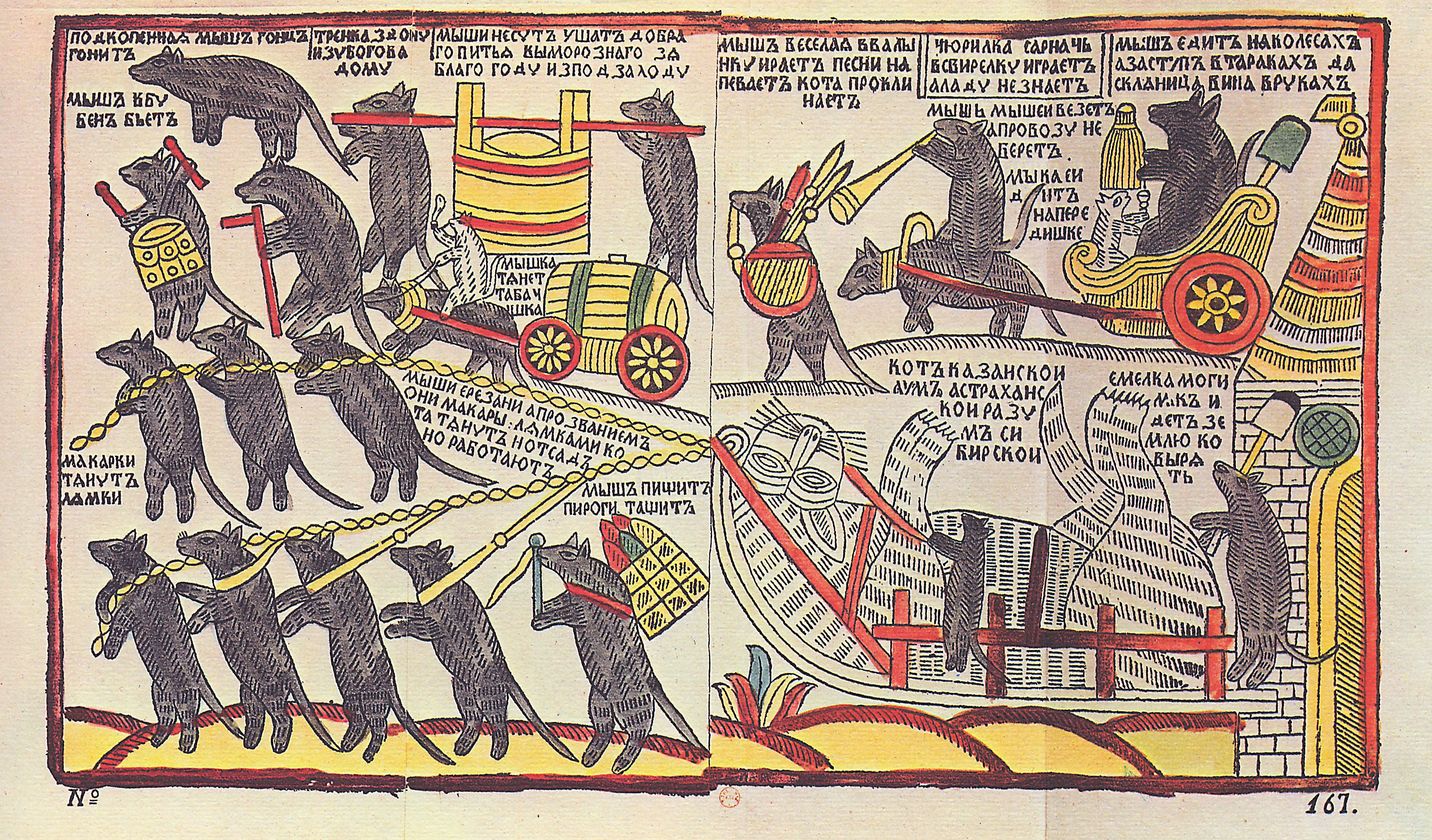
1760年代的盧布克《老鼠葬貓》，影射彼得大帝下葬的情形

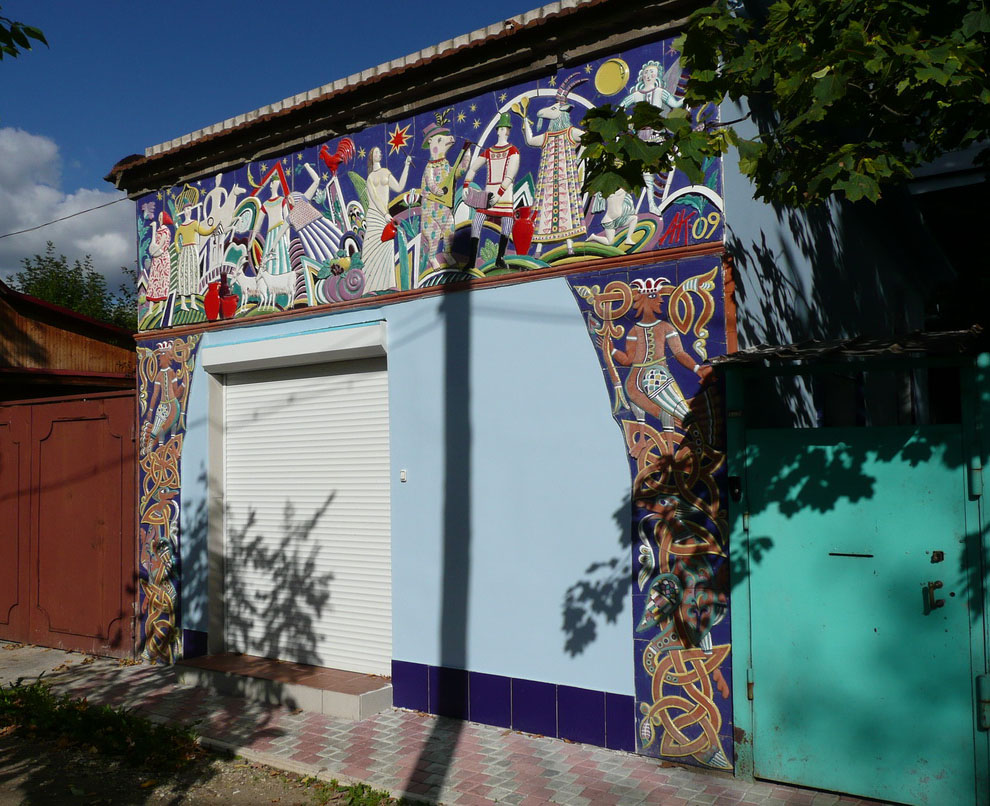
繪有盧布克的鄉村建築

盧布克（俄语：лубо́к, лубо́чная картинка）是流行于俄羅斯的一種版畫，主要描繪從文學、宗教和民俗中流傳的故事，是一種較常見的裝飾品。早期的盧布克見於17世紀晚期和18世紀早期，為木刻版畫，後來又出現了蝕刻版畫，19世紀中期開始平版印刷的盧布克成爲主流。有些盧布克以連環畫的形式出現，因此也可算是現代連環漫畫的雛形，與歐洲的“小書”（chapbook）也有相似之処。 

## 歷史
早期的盧布克見於17世紀晚期，主要受德國、意大利和法國15世紀木刻版畫的影響。它因爲價格便宜、製作簡便而受到歡迎，常見於小集市上，流行于中下層階級中間。
早期的盧布克為木刻版畫，後來又出現了蝕刻版畫，使得畫上的細節更爲清晰，19世紀中期開始平版印刷的盧布克成爲主流。